# Lijst van kunstwerken in het Mauritshuis/E
Lijst van kunstwerken in het Mauritshuis en de Galerij Prins Willem V in Den Haag met werken van kunstenaars van wie de naam begint met de letter E. Vermeldingen in het grijs geven aan dat het werk geen deel meer uitmaakt van de collectie, bijvoorbeeld omdat het in bruikleen gegeven is aan een andere instelling of omdat het teruggegeven is aan de bruikleengever.
| Inventaris-nummer | Maker                                               | Titel                                                                | Datering      | Type       | Afbeelding |
| ----------------- | --------------------------------------------------- | -------------------------------------------------------------------- | ------------- | ---------- | ---------- |
| 957               | Albert Eckhout                                      | Studie van twee Braziliaanse schildpadden                            | Ca. 1640      | Schilderij |            |
| 1048              | Gerbrand van den Eeckhout                           | Christus en de Samaritaanse vrouw bij de bron                        | Ca. 1640-1645 | Schilderij |            |
| 1084              | Gerbrand van den Eeckhout                           | Isaak en Rebecca                                                     | 1665          | Schilderij |            |
| 741               | Toegeschreven aan Adriaen van Eemont                | Italiaans landschap met jachtgezelschap                              | 1650-1662     | Schilderij |            |
| 295               | Toegeschreven aan Juan Antonio de Frías y Escalante | De zigeunerin                                                        | 1650-1669     | Schilderij |            |
| 953               | Allaert van Everdingen                              | Gezicht op kasteel Montjardin                                        | Ca. 1660-1670 | Schilderij |            |
| 39                | Caesar van Everdingen                               | Diogenes zoekt een mens (Historiserend portret van de familie Steyn) | 1652          | Schilderij |            |
| 1088              | Caesar van Everdingen                               | Trompe l'oeil met Venusbuste                                         | 1665          | Schilderij |            |